# Bilac
Bilac este un oraș în São Paulo (SP), Brazilia.